# Quickies
Quickies è il dodicesimo album in studio dei Magnetic Fields. L'album è composto da 28 canzoni, ognuna delle quali ha una lunghezza compresa tra 0:17 e 2:35. Per la concezione dell'album, il cantante e cantautore dei Magnetic Fields Stephin Merritt è stato influenzato dalla narrativa breve di Lydia Davis e dalla scrittura del suo libro di poesie di Scrabble.
Quickies è disponibile come cofanetto di cinque dischi da 7 pollici o come CD. L'uscita negli Stati Uniti del CD è stata posticipata al 19 giugno. In occasione del Record Store Day dello stesso anno, è uscita una versione in formato LP, stampata su vinile rosa e con una bonus track sul lato A - The Witches' Fly.

## Accoglienza
Quickies ha ricevuto recensioni generalmente positive. In Metacritic, che assegna una valutazione media ponderata su 100 alle recensioni di pubblicazioni professionali, l'album ha ricevuto un punteggio medio di 74, basato su 11 recensioni.
Marc Hogan di Pitchfork ha detto che l'album prospera grazie alla brevità delle sue canzoni, e Slant Magazine ha affermato che Merritt "[fiorisce] sotto i vincoli che si pone". Nella sua rubrica Consumer Guide pubblicata da Substack, Robert Christgau ha individuato i seguenti brani come momenti salienti: I Wish I Were a Prostitute Again, My Stupid Boyfriend, Come, Life, Shaker Life! e The Best Cup of Coffee in Tennessee - e ha riassunto l'album come "28 canzoni in 48 minuti, troppo poche intelligenti come speri, molte piuttosto carine, più stupide di quanto creda quest'uomo molto intelligente".

## Tracce
1. Castles of America – 0:34
2. The Biggest Tits in History – 2:12
3. The Day the Politicians Died – 1:57
4. Castle Down a Dirt Road – 1:47
5. Bathroom Quickie – 0:46
6. My Stupid Boyfriend – 2:01
7. Love Gone Wrong – 2:13
8. Favorite Bar – 1:12
9. Kill a Man a Week – 0:59
10. Kraftwerk in a Blackout – 1:49
11. When She Plays the Toy Piano – 2:06
12. Death Pact (Let's Make A) – 0:17
13. "I've Got a Date with Jesus – 2:16
14. Come, Life, Shaker Life! – 2:35
15. (I Want to Join A) Biker Gang – 2:21
16. "Rock 'n' Roll Guy – 2:33
17. You've Got a Friend in Beelzebub – 1:13
18. Let's Get Drunk Again (And Get Divorced) – 1:15
19. The Best Cup of Coffee In Tennessee – 2:07
20. When the Brat Upstairs Got a Drum Kit – 1:52
21. The Price You Pay – 1:52
22. The Boy in the Corner – 0:55
23. Song of the Ant – 0:43
24. I Wish I Had Fangs and a Tail – 1:51
25. Evil Rhythm – 1:47
26. She Says Hello – 1:01
27. The Little Robot Girl – 2:11
28. I Wish I Were a Prostitute Again – 2:15